# Свети Никола (Мокреш)
Вижте пояснителната страница за други значения на Свети Никола.
„Свети Никола“ е православна църква в село Мокреш, България, част от Видинската епархия на Българската православна църква.

## История
Църквата е гробищен храм, разположен в източната част на селото. На 23 май 1856 г. митрополит Паисий Видински тържествено освещава новопостроената църква в село Мокреш. По-интересна, обаче, е предисторията. Докато била на паша, една от кравичките натежава и пропада в голяма дупка в земята. Оказва се, че животинката е пропаднала в таен храм. След този инцидент изграждат храма на повърхността, а денят на откриването му, става празник на селото. Сградата на църквата е с площ 140 m2 с дебели каменни стени. Формата на храма е корабообразна. В иконостаса на храма са подновени през 1936 г. само иконите. Прави се основен ремонт през 2015 г.